# Варлаам (Вонатович)
Архиепископ Варлаам (в миру Вонатович или Ванатович, в схиме Василий; ок. 1680, Ярослав Галичский — 1751, Тихвин) — епископ Русской православной церкви, архиепископ Киевский и Галицкий.

## Биография
Родился в польском местечке Ярославле в Галиции в семье мещанина.
В 1692—1700 годы обучался в Киево-Могилянской коллегии до класса философии, в 1701—1704 годы — в московской Славяно-греко-латинской академии.
Монашеский постриг принял в московском Богоявленском монастыре (по другим сведениям, в Тихвинском Успенском монастыре). Служил иеромонахом в Тихвинском монастыре.
В 1716 году вызван в Александро-Невскую лавру в Санкт-Петербурге, где состоял духовником при архимандрите Феодосии (Яновском), являлся флотским обер-иеромонахом.
2 февраля 1719 года определен архимандритом тихвинского Успенского монастыря.
11 мая 1722 года назначен и 14 мая в Успенском соборе Московского Кремля хиротонисан во епископа Киевского и Галицкого с возведением в сан архиепископа, хиротонию возглавил Псковский архиепископ Феофан (Прокопович). При этом он носил титул «Киевский и Галицкий», без прибавления «и Малые России», которое имели его предшественники. 22 сентября того же года прибыл в Киев.
Архиепископ Варлаам плохо ладил с наиболее влиятельным при дворе архиереем — Феофаном Прокоповичем. Он не препятствовал распространению толков, ходивших в Киеве о еретичестве Феофана, и допустил перепечатку «Камня веры» Стефана Яворского.
В 1730 году, по именному повелению императрицы Анны, ему предписано было со всеми консисторскими членами и кафедральным писарем явиться в Москву, где он и предан был суду тайной канцелярии, приговорен Сенатом к лишению сана, Синодом отрешён от архиерейства и священства и в звании простого монаха сослан в заключение в Кириллов-Белозерский монастырь; имущество его повелено было описать и взять в казну. Официально Варлаам обвинялся в том, что в высокоторжественный день не служил молебна, в противность указу 17 марта 1730 года.
Через десять лет, после смерти императрицы Анны, Варлаам был освобождён из заключения, с возвращением ему архиерейского сана, но пожелал удалиться на покой в Тихвинский монастырь. Там в 1750 году принял схиму с именем Василий и скончался 17 января 1751 года.